# SU-14
Le SU-14 est un prototype soviétique de canon automoteur lourd construit sur un châssis de char T-35. Le prototype original avait un obusier de 203 mm M1931 (B-4) ; la variante SU-14-1 de 1936 était équipée d'un canon M1935 (Br-2) de 152 mm pouvant tirer des obus de 48,9 kilogrammes à 25 km. Son blindage avait une épaisseur de 20 à 50 mm. Il n'a pas été produit en série.

## Caractéristiques
Blindage
- Avant: 50 mm
- Côté: 30 mm
- Moteur : M-17-1T diesel, 680 ch
- Suspension : Ressort hélicoïdal

## Développement
Les travaux sur le véhicule ont commencé en 1933, avec un prototype construit un an plus tard. En 1935, plusieurs inconvénients ont été retravaillés et un autre prototype a été construit et désigné SU-14-1. En février 1937, les prototypes ont passé avec succès une série de tests de performance. Il devait entrer en production l'année suivante. Cependant, en 1937, le concepteur en chef, PN Siachyntov, fut retiré du programme, mettant ainsi un terme au développement du projet.
En 1940, dans le cadre des projets d’utilisation de ces armes pendant la guerre avec la Finlande, des blindages ont été ajoutés aux deux prototypes existants et ils ont été renommés SU-14-2. Ils ont ensuite pris part à la défense de Moscou en 1941 aux côtés du prototype SU-100Y. Le premier (le prototype original du SU-14) a été mis au rebut en 1960. Le deuxième prototype, le SU-14-2, est exposé au musée des Blindés de Koubinka.

## Galerie

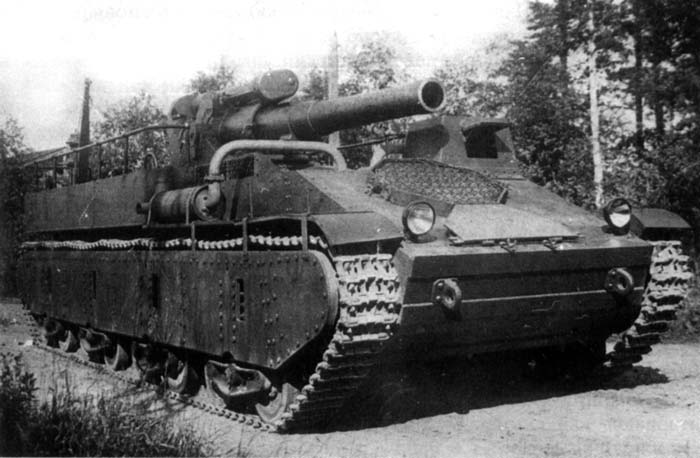
Le prototype en 1934, avant les premiers essais de tir.
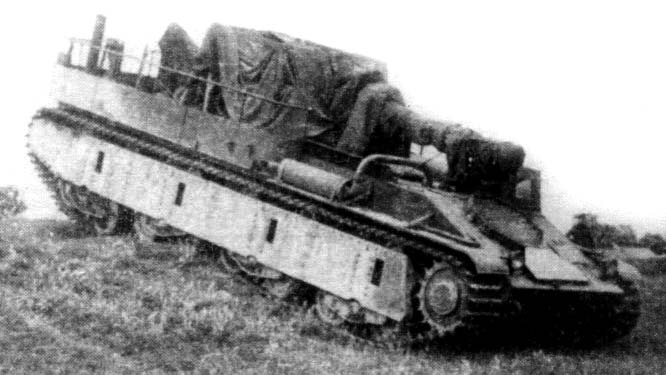
Essais de conduite, canon couvert, en 1934.
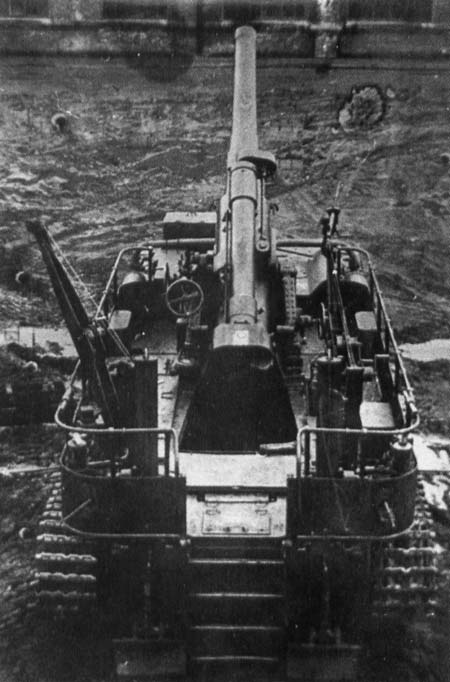
Le SU-14-1 en 1934.
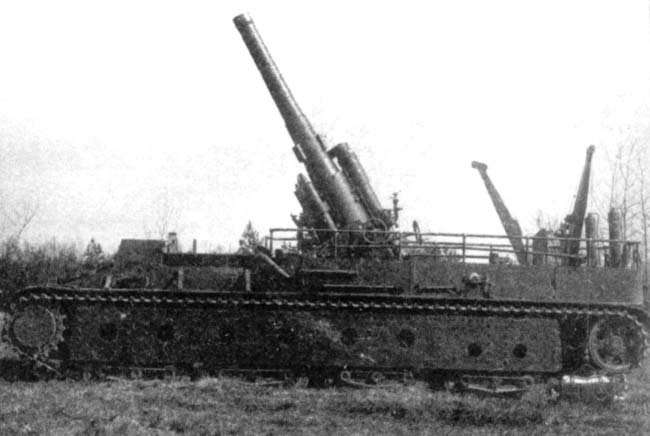
Prototype du SU-14-1 en 1936.
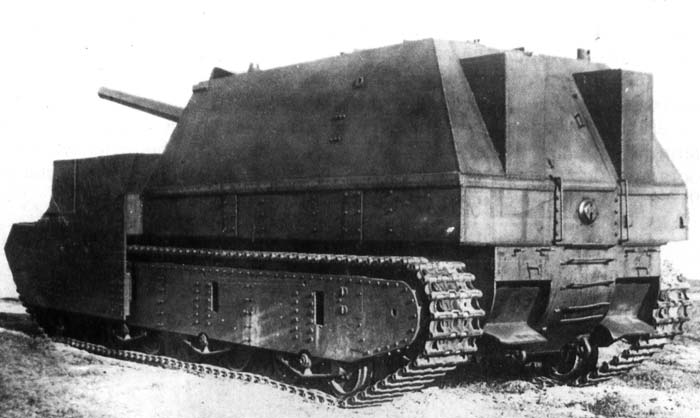
Avec blindage supplémentaire (SU-14-2) en 1940.
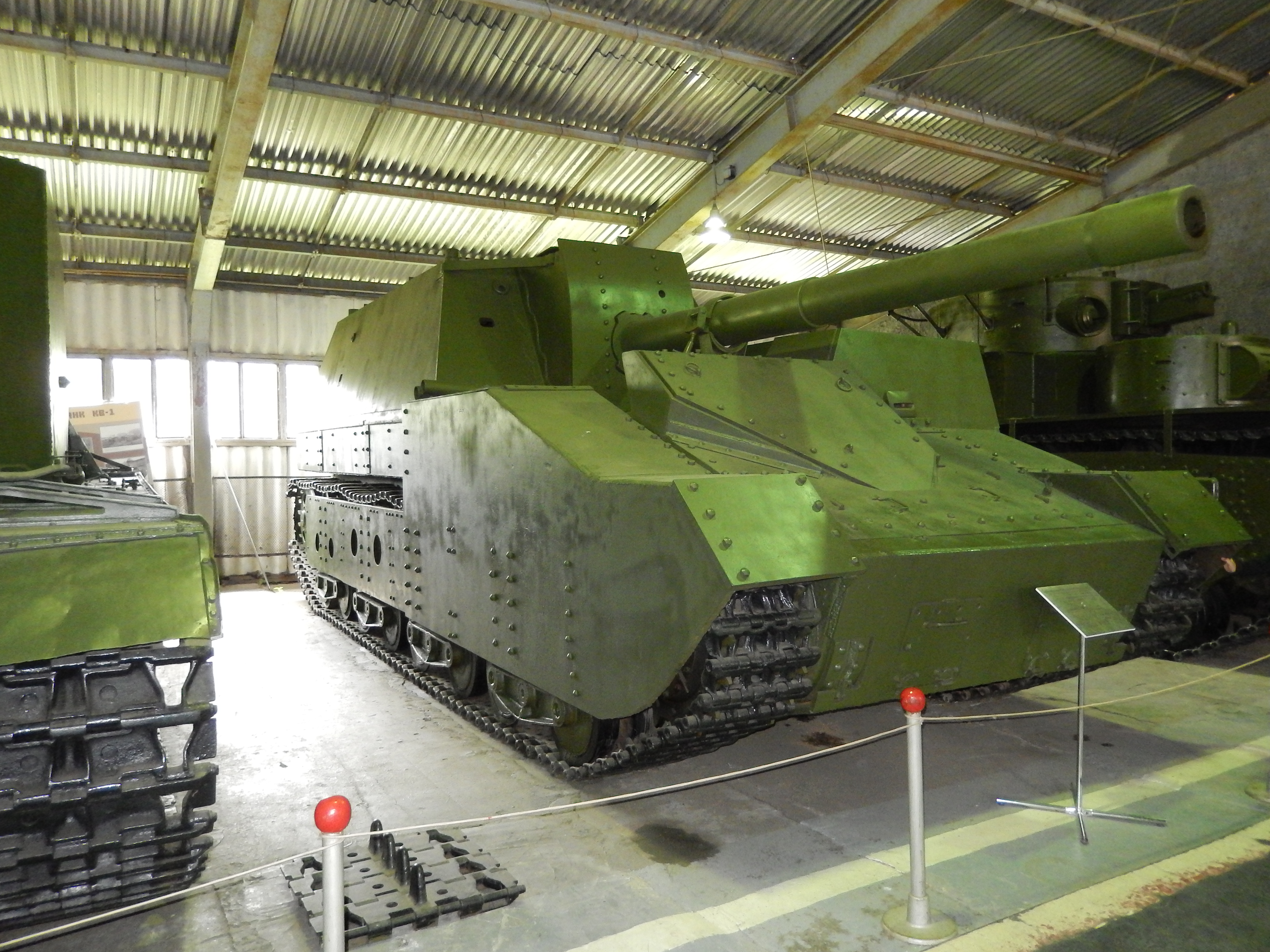
Le SU-14-2 au musée des Blindés de Koubinka.

## Crédits
- (en) Cet article est partiellement ou en totalité issu de l’article de Wikipédia en anglais intitulé « SU-14 » (voir la liste des auteurs).